# Патријаршија
Патријаршија (грч. πατριαρχείο), црквена је управа којој је на челу патријарх. Користи се и као службени или историјски назив за аутокефалну цркву чији врховни поглавар има патријаршко достојанство.

## Православна црква
У Српској православној цркви под Патријаршијом српском се подразумијева црквеноправни субјект са својством правног лица који се са епархијама уписује у државни регистар цркава и вјерских заједница. У основи то су црквене власти под руководством патријарха српског (нпр. Патријаршијски управни одбор и Патријаршијска управна канцеларија). Назив се користи и за Зграду Патријаршије гдје се налази сједиште патријарха, Светог архијерејског сабора и Светог архијерејског синода, као и Библиотеке и Музеја Српске православне цркве.
У Руској православној цркви под Московском патријаршијом се такође подразумијева црквеноправни субјект са својством правног лица који се уписује у државни регистар. То је црквена установа којом непосредно руководи патријарх московски и све Русије. Сличан термин, Московски патријархат, користи се као други назив за Руску православну цркву.
Патријаршијама се називају четири древне православне цркве које и данас заузимају прва четири мјеста у диптиху: Цариградска патријаршија, Александријска патријаршија, Антиохијска патријаршија и Јерусалимска патријаршија. У ранохришћанском црквеном поретку (пентархији) на првом мјесту се налазила Римска патријаршија која је од Великог раскола (1054) позната као Католичка црква.